# Vasilij Gregorjevič Kostenecki
Vasilij Gregorjevič Kostenecki (rusko Василий Григорьевич Костенецкий), ukrajinski kozak, general, * 1769, † 1831.
Bil je eden izmed pomembnejših generalov, ki so se borili med Napoleonovo invazijo na Rusijo; posledično je bil njegov portret dodan v Vojaško galerijo Zimskega dvorca.

## Življenje
Izobrazbo je prejel v Artilerijsko-inženirski vojaški šoli, nakar je leta 1786 pričel vojaško kariero kot kornet v 2. topniškem polku. Leta 1788 se je odlikoval v bojih, za kar je bil povišan v poročnika. 
16. marca 1808 je bil povišan v generalmajorja in leta 1811 je postal poveljnik 2., nato pa 4. rezervne artilerijske brigade. Junija 1812 je postal poveljnik artilerije 6. pehotne divizije in pozneje celotne artilerije ruske vojske. 
Upokojen je bil leta 1819.